# بابیکوو
بابیکوو (انگلیسی: Babikovo) یک شهرک در شهرستان چیشمینسکی در استان باشقیرستان کشور روسیه است.